# Universal Soldier: Regeneration
Universal Soldier: Regeneration is een Amerikaanse film van John Hyams. Deze film verscheen bijna overal in de wereld, ook in Nederland, eerst op dvd voordat hij in de bioscoop kwam.

## Verhaal
Terroristen dreigen de nucleaire reactor van Tsjernobyl op te blazen wat zo duizenden levens zou kosten. Luc Deveraux (Van Damme) moet weer ingezet worden om de wereld te redden. De nu opnieuw geactiveerde en getrainede Deveraux is klaar voor een volledige aanval op de nu door Terroristen overgenomen reactor. Binnen in de reactor komt hij echter tegenover twee "Universal Soldiers" te staan.

## Rolverdeling
| Acteur                | Personage           |
| --------------------- | ------------------- |
| Jean-Claude Van Damme | Luc Deveraux        |
| Dolph Lundgren        | Andrew Scott        |
| Andrei Arlovski       | NGU                 |
| Mike Pyle             | Captain Kevin Burke |
| Corey Johnson         | Colonel John Coby   |
| Zahary Baharov        | Commander Topov     |
| Garry Cooper          | Dr. John Coby       |
| Emily Joyce           | Dr. Sandra Flemming |

## Universal Soldier-reeks
- Universal Soldier (1992 - Van Damme als Deveraux)
- Universal Soldier: The Return (1999 - Van Damme als Deveraux)
- Universal Soldier: Regeneration (2009 - Van Damme als Deveraux)
- Universal Soldier: Day of Reckoning (2012 - Van Damme als Deveraux)

## Ontvangst
In het algemeen werd de film positief ontvangen. de grauwe verfilming sloeg aan bij vele recensenten. ook de terugkeer van Lundgren,Van Damme en de toevoeging van Andrei Arlovski werden als positief beschouwd.
- IMDB: 5,3/10